# Баядера (компанія)
Bayadera Group — український алкогольний холдинг, створений 1991 року. Компанія охоплює понад 30 % ринку горілки за обсягами виробництва та продажів. У штаті компанії працює понад 3,5 тисячі осіб.
Компанія випускає продукцію під ТМ Хлібний дар, Козацька рада, Перша Гільдія, OXYGENium, Koblevo, Marengo. Компанія також є офіційним дистрибутором відомих світових виробників алкогольної продукції Diageo, Moët Hennessy, Mast Jägermeister, Rémy Cointreau, Peter Mertes, Anora, Maspex Group та інших. Входить до топ-3 українських експортерів алкогольної продукції та постачає свої напої у 46 країн світу.

## Історія
Компанію засновано 1991 року Нечитайло-Ріджок Ольгою Володимирівною.
У 2002 році компанією був створений бренд горілки «Хлібний дар». У 2003 році засновано «Національну Горілчану Компанію». У 2003—2005 рр. виведені на ринок бренди KOЗАЦЬКА PAДA і Перша Гільдія, створена ТМ Цельсій. Крім того, модернізована виноробня KOBLEVO. У цей же період BAYADERA GROUP уклала перший стратегічний міжнародний контракт — з Diageo.
З 2010 по 2014 у регіонах Україні налічувалося 30 дистрибуційних представництв та розширення експорту до 35 країн.
У 2015 холдинг запускає нове виробництво — Миколаївський коньячний завод, де починається виробництво коньяків та бренді бренду Koblevo. 2015 року на ринок виходить ігристе під торговою маркою Marengo, відкривається виробництво власних імпортних вин Cartaval з Чилі та Kengoo з Австралії, а також виробництво private labels рому, джину та текіли.
У 2016 році CEO компанії став Анатолій Миколайович Корчинський.
У 2018 український бренд вин Koblevo виходить на польский ринок.
У 2019 запущено оптову мережу магазинів Wine Wine by Winehouse у Києві. У тому ж році на компанію припадало 33 % українського ринку горілки, 10–12 % — вина, 8 % — шампанського і коньяку. У 2019 році Баядера Груп активізувала експортний напрям, розширивши географію постачань до 45 країн світу, зокрема розпочавши експорт горілки HARVEST DAY та KOZAK.
У 2020 році компанія почала розлив власних продуктів в Азербайджані та Узбекистані, а також налагодила виробництво власних брендів у Туреччині.
У 2021 році компанія запустила B2B e-commerce-платформу. У грудні 2021 запущено інтернет-магазин алкогольних напоїв власного та імпортного виробництва. За 2021 рік Bayadera Group оновили лінійку вермутів та ігристих вин Marengo, створили кукурудзяну горілку NIKITA, розпочали випуск горілки «ВАКЦИНА», почали продаж продуктів від KOZAЦЬКА PADA: «Трофейна» і ZUBROVKA.
У березні 2022 року відкликано ліцензію на виробництво горілки Hlibniy Dar у Білорусі.
У 2022 році Bayadera Group утримала беззаперечне лідерство в категорії горілки з часткою ринку 34,5 %, увійшла до ТОП-2 експортерів української горілки з часткою 23 %. Тоді ж компанія запустила патріотичні лінійки у всіх категоріях, представила італійську серію ігристого Marengo, відкрила Інтернет-магазин www.bayadera.ua та європейське представництво Bayadera Poland.
У 2022 році, за даними Forbes, виторг Bayadera Group склав 5,4 млрд грн, а прибуток — 194 млн грн.
У 2023 році компанія запустила локальні ліцензійні розливи в країнах Центральної Азії та Кавказу, представила новинку — горілку AVOKADO. У тому ж році частка імпорту в загальній структурі продажів зросла до 40 % після початку війни.
У 2024 році почато роботи в Болгарії, Туркменістані, Іраку, КНР, Канаді, Польщі та Кіпрі, укладено контракт із Maspex Group, портфель доповнено брендом Becherovka. Станом 2024 рік компанія охоплювала 15 % українського ринку імпортного алкоголю.
У 2024 році сягнув 12,7 млрд грн проти з 7,3 млрд у 2022 році та 10,6 млрд 2023 року. Обсяг продажів 2024 року склав 15 млрд грн, перевищивши показник 2023 року на 18 %.

## Склад холдингу
- Bayadera Логістика — дистрибутор алкогольної продукції, що має 21 філію у всіх регіонах України. Портфель брендів включає 30 власних та понад 80 залучених торгових марок.
- Bayadera Еліт — імпортер і дистрибутор алкогольної та безалкогольної продукції компаній «Moet Hennessy» (Hennessy, Glenmorangie, Moët & Chandon, Dom Pérignon, Veuve Clicquot, Krug і Ardbeg), «Diageo» («Johnie Walker», «White Horse», «Bayleys», «Smirnoff», «Sterling»), Rémy Cointreau, Latvijas Balzams, Mast-Jägermeister.[41] Дистрибуція здійснюється через 27 регіональних філій по всій території України.[42][43]
- Bayadera Export — експортує власну продукцію до 46 країн світу та входить до ТОП-2 українських експортерів горілки. Продукція Bayadera Group представлена у Європі, Азії, США та інших ринках. Компанія має офіційне представництво в Польщі, що дозволяє здійснювати операції на ринках Центральної та Східної Європи.[44][45]
- Bayadera Poland — засновано у 2022 році, як дочірню компанію холдингу Bayadera Group.
- Bayadera Retail— компанія володіє мережею гуртово-роздрібних магазинів WINE WINE (7 магазинів). Фірмові магазини BAYADERA UA функціонують у Києві та Хмельницькому.[46][47]
- АТ «РАДСАД» — виноробне господарство утримує 760 га виноградників із понад 20 сортів, а також 1447 га посівних площ, у сівозмінах яких вирощуються озима пшениця, озимий ріпак та соняшник.[48]
- ДП «АГРО-КОБЛЕВО» — підприємство з вирощування винограду технічних сортів та вирощування зернових, бобових та олійних культур, є сировинною базою для виробництва вин ТМ Koblevo, Marengo.[49]
- Е-commerce: B2B-портал з червня 2021 року і B2C-сайт — фірмовий онлайн магазин алкоголю від виробника.[50]

## Власне виробництво

### Національна горілчана компанія
Завод побудовано в 2005 в Черкаській області. Виробнича потужність заводу понад 150 000 000 пляшок на рік. За 2023 рік було вироблено 89 млн пляшок горілчаної продукції, з яких 42,7 млн — це Hlibniy Dar. За 2024 рік було вироблено понад 92 млн пляшок горілчаної продукції (0,5 л 40 градусів), з яких 37,3 млн — це Hlibniy Dar.

### Виноробня Коблево
Найстаріше виноробне підприємство було створено в 1982 році, одне з провідних підприємств виноробної галузі України. Земельні площі складають 2550 га. Тут вирощуються більше 15-ти сортів винограду, серед яких: Каберне Совіньйон, Мерло, Бастардо, Шардоне, Совіньйон, Аліготе, Рислінг, Ркацителі, Трамінер, Мускат Оттонель, Мускат Гамбурзький, Одеський Чорний тощо.
Щорічний обсяг виробництва — понад 10 млн пляшок алкогольних напоїв. Всього на підприємстві розроблено понад 80 позицій продукції, серед яких столові вина (сухі, напівсухі і напівсолодкі), кріплені (міцні і десертні), вермути, та ігристі вина.
За даними Forbes, за десять місяців 2021 року Hlibniy Dar зріс на 3,7 %, Козацька рада — на 7,7 %, коньяк Koblevo Reserve — на 5,1 % відносно аналогічного періоду минулого року. Імпорт продукції збільшився більше ніж на 20 %. Підприємство переробляє понад 10 тисяч тонн винограду за сезон.

### Миколаївський коньячний завод
Миколаївський коньячний завод заснований у 2012 році. Вже у листопаді 2014 року відбувся розлив першої пляшки коньяку ТМ Koblevo. Це коньячне підприємство повного циклу виробництва — від виробництва спирту коньячного до розливу готової продукції. Завод оснащений італійською лінією розливу потужністю 6 тис. пляшок на годину. Загальна потужність заводу може досягати 24 млн пляшок на рік.

## Продукція
Bayadera Group є одним з найбільших виробників алкогольної продукції в Україні. До портфеля компанії входить понад 30 власних брендів, серед яких ключове місце займає горілка Hlibniy Dar — один із лідерів українського ринку. Серед інших горілчаних брендів: Козацька Рада, Перша Гільдія, OXYGENium, NIKITA. Компанія також виробляє вина та коньяки під брендами Koblevo та ALIKO, ігристі вина і вермути Marengo, ENTRE, наливки Вишнева спокуса та український джин Козацька Рада.
Bayadera Group є ексклюзивним дистриб'ютором провідних світових алкогольних брендів в Україні, включаючи продукцію Diageo (зокрема Johnnie Walker, Baileys), партнерські бренди Rémy Cointreau та Jägermeister, а також елітні напої LVMH Group (Hennessy, Moët & Chandon). Компанія також ексклюзивно представляє широкий асортимент імпортних вин (Latinium, Concha y Toro, Dourthe, Maison Castel, San Mare, Sensi, TERRA FRESCA, TERRA SERENA, Uvica, Serenello) та є дистриб'ютором брендів Maspex Group (Becherovka, Zubrowka, Soplica).

## Нагороди
У 2021 році компанія увійшла у топ-100 найбільших компаній Forbes та у рейтинг кращих компаній-роботодавців видання «ФОКУС», потрапила до рейтингу найбільших компаній від видань «Власть денег» та «Економіка+».
За рейтингом Forbes Україна, станом на 2023—2024 роки, компанія посідала 85-те місце серед найбільших приватних компаній України, зокрема в категорії найбільших харчових компаній.
11 квітня 2024 року Bayadera Group була відзначена нагородою «Лідери галузі» на Business Wisdom Summit у Києві, організованому медіа-холдингом Ekonomika+ та журналом «ТОП-100. Рейтинги найбільших». Того ж місяця компанія була нагороджена в номінації «Найкращий роботодавець» за версією журналу «ТОП-100. Рейтинги найбільших».
У 2025 році компанія потрапила до рейтингу ТОП найкращих роботодавців України. У тому ж році Bayadera була визнана одним з найбільших донаторів України та найбільших платників податків в Україні серед приватних компаній і банків.
У 2021 горілка «Хлібний дар» увійшла до топ-5 The Vodka List 2021 by Drinks International, того ж року отримала золоту медаль дегустаційного конкурсу XV Degustacji Wódek Rynki Alkoholowe 2021 у Польщі.
Hlibniy Dar посіла № 9 серед найдорожчих брендів України 2020—2021.
Koblevo «Select Muscat Gold» отримав золоту медаль у конкурсі Wine&Spirits Ukraine 2021. Koblevo «Cabernet» та «Saperavi» отримали срібні медалі, вина Koblevo сортів «Merlo», «Sauvignon» та «Pinot Grigio» — бронзові.